# Фарсман IV
Фарсман IV (груз. ფარსმან IV; умер в 409) — царь Иберии (406—409) из династии Хосроидов.

## Биография
Основными историческими источниками о жизни Фарсмана IV являются свод средневековых грузинских летописей «Картлис цховреба» и написанное Иоанном Руфом около 500 года житие святого Петра Ивера.
Согласно грузинским летописям, Фарсман IV был сыном царя Вараз-Бакура III и его первой супруги, неизвестной по имени знатной иберийки. Когда в 394 году скончался его отец, Фарсман и его единокровный брат Мирдат были ещё малолетними детьми. Поэтому престол Иберии занял их родственник Трдат, отдавший сыновей своего предшественника на воспитание самшвилдскому эриставу.
В житии Петра Ивера сообщается, что Фарсман IV был близким родственником святого, братом его бабки по отцу. Привезённый ещё в юном возрасте в Константинополь, Фарсман вскоре добился выдающегося положения при дворе византийского императора Аркадия, получив должность magister militum. Однако обвинённый в прелюбодеянии с императрицей Элией Евдоксией, он был вынужден бежать обратно в Иберию. Здесь, опираясь на помощь белых гуннов, после смерти Трдата в 406 году Фарсман сам взошёл на царский престол, и в дальнейшем, в качестве мести за своё изгнание, неоднократно поощрял своих союзников нападать на пограничные земли Византийской империи.
Летописи описывают царя Фарсмана IV как великодушного и неустрашимого монарха, во время правления которого Иберия была благоустроенной страной, не опасавшейся внешних врагов. Считая свою власть достаточно сильной, новый царь отказался от выплаты дани Сасанидскому Ирану, наложенной ещё в правление его отца Вараз-Бакура II. Фарсман вёл так же и активную строительную деятельность: он восстановил все христианские храмы в Иберии и повелел построить новую церковь в Болниси.
Царь Фарсман IV скончался в 409 году после трёх лет правления. Новым монархом Иберии стал его брат Мирдат IV.